# Naturschutzgebiet Lindholz
Das Naturschutzgebiet Lindholz ist ein 112 Hektar großes Naturschutzgebiet im nördlichen Randbereich des Havelländischen Luchs auf der Gemarkung der Gemeinde Paulinenaue, eine zum Amt Friesack gehörende Gemeinde im Landkreis Havelland im Land Brandenburg.

## Lage und Geschichte
Das Naturschutzgebiet liegt im nördlichen Bereich der Gemarkung nordöstlich des Gemeindezentrums von Paulinenaue. Es wird im Westen von einem Entwässerungsgraben, im Süden von der Straße Bienenfarmer Weg, im Osten von einem Wirtschaftsweg und im Norden vom Havelländischen Großen Hauptkanal begrenzt und kann von einem Naturlehrpfad aus betreten werden. Die Bahnstrecke Berlin–Hamburg durchquert das Gebiet von Nordwesten in Richtung Südosten.
Das Gebiet entstand als Teil des Berliner Urstromtals während des Weichselhochglazials vor etwa 18.000 Jahren. Es zeigt die für die Region typischen Vermoorungen und Talsande, die zum Teil von Dünen überlagert sind. Einer dieser Dünenzüge erstreckt sich von Nordwest nach Südost auf einer Höhe von bis zu fünf Metern über dem umliegenden Gelände.

## Flora und Fauna
Im überwiegenden Teil des Naturschutzgebietes wachsen Eichen, die Hainbuche sowie Winterlinde und Hasel. In der artenreichen Krautschicht wachsen unter anderem der Mittlere Lerchensporn, die Heide-Nelke, die Ährige Teufelskralle, der Weiße Schwalbenwurz sowie – als einziges Vorkommen in Brandenburg – das Große Zweiblatt. Ebenso einzigartig in der Region ist die grünliche Waldhyazinthe, die im Feldgehölz gedeiht. Diese rund 14,5 Hektar große Fläche wird vom NABU betreut.
Im Gebiet wurden insgesamt sieben Fledermausarten nachgewiesen: die Große Bartfledermaus, die Fransenfledermaus, die Wasserfledermaus, die Breitflügelfledermaus, die Mückenfledermaus, die Rauhautfledermaus sowie das Braune Langohr. Daneben fühlen sich der Mittel- und der Schwarzspecht, der Rotmilan sowie der Zwergschnäpper dort heimisch.

## Schutzziel
Der Landkreis Havelland gibt als Schutzziel an: „Erhalt natürlicher Waldgesellschaften des Hainbuchen – Stieleichenwaldes“ sowie „Abschirmung wertvoller Wald- und Waldsaumgesellschaften gegen Stickstoffeintrag durch eine Wiesenerweiterungsfläche als Schutzzone“.